# Afmagt
Afmagt betyder, at man er uden magt. Begrebet udtrykker altså en fuldkommen grad af hjælpeløshed, der kan være fysisk, psykisk eller socialt betinget.
- Fysisk afmagt ses, når man er lammet, ligger i koma eller er gjort ubevægelig med magt (fængsling, lænkning, tortur).
- Psykisk afmagt findes, når man er underlagt tvangshandlinger, er grebet af angst eller er gjort rådvild med magt (sedativer, magi, psykisk tvang).
- Social afmagt har man, når man er offer for apartheid, er uden økonomiske midler eller er sat uden for samfundet med magt (fredløshed, retsløshed, statsløshed).

Det er oplagt, at der findes blandingsformer af disse tre typer afmagt, og at mange voldsudøvere netop betjener sig af metoder, som nedbryder en persons selvværd på alle disse områder. Fra meget tidlig tid har man været opmærksom på, hvor alvorligt det er at "falde i afmagt", og siden vedtagelsen af menneskerettighederne har man indarbejdet forbud mod at bruge afmagt som en metode til at knægte folk.
I mange landes lovgivning er det en skærpende omstændighed, hvis nogen udnytter en andens afmagt til at tiltvinge sig fordele i samværet med denne anden.